# 망막층간분리증
망막층간분리증(영어: Retinoschisis)은 안구과 관련된 질병으로, 바깥쪽 그물모양의 층(outer plexiform later)의 망막에 존재하는 감각신경 층이 비정상적으로 분리되는 특징을 가진다. schisis는 그리스 어원이며 분리증을 의미하고 이는 망막의 층이 서로 분리되는것을 뜻한다. 그러나 schisis은 단어의 부분이며 Retinoschisis이라는 용어를 써야한다. 망막층간분리증은 가장 흔하며 망막 주변을 거의 대부분 포함하는 퇴행성 형태와 드물고 망막 중심부와 가끔 망막 주변까지 포함하는 유전적인 형태로 나눌 수 있다. 퇴행성 형태는 증상이 없고 오직 망막 주변부만을 포함하여 시력에 영향을 주지 않는다. 몇몇 드문 형태만이 시력의 손실을 가져온다.
거의 대부분의 경우, X-성염색체 연관 열성유전이며 RS1이라고 불리는 retinoschisin유전자의 돌연변이로 인해 발생한다.

## 종류
1. 퇴행성 망막층간분리증
2. 유전성 망막층간분리증
3. 견인성 망막층간분리증
4. 삼출성(滲出性) 망막층간분리증

### 퇴행성 망막층간분리증
퇴행성 망막층간분리증은 일반 사람에게 최대 약 7%까지 존재하는 것으로 보아 매우 흔한 편이다. 이 질병의 원인은 알 수 없다. 이것은 비전문가인 관찰자로 인해 망막박리와 쉽게 혼동되며, 전문가 또한 두개를 구별하기 어렵다. 망막박리는 거의 대부분 치료를 해야하고, 망막층간분리증은 치료를 필요로하지 않으며 단지 가끔 망막박리를 초래하고 이 또한 시력 감소를 유발하기 때문에 이 두 질병을 구분하는 것이 중요하다. 안타깝게도 이 질병에 대한 치료는 망막층간분리증이 황반(黃斑)으로 진행되지 않게 하기 위한 시도로 망막광응고시술 또는 망막냉동유착술을 받은 불완전한 망막층간분리증 경우만이 존재한다. 이러한 치료들은 효과가 없을 뿐만 아니라 불필요하게 합병증을 겪는다. 망막의 분리가 중심와(中心窩)를 통해 진행된 퇴행성 망막분리증 그 자체 (때때로 일어나는 망막박리를 복잡하게 만드는 망막층간분리증과 반대되는)는 문헌에는 기록된 사례가 없다. 전형적인 망막층간분리증과 그물모양의 망막층간분리증을 구별하는 것은 임상적 효용이 없다. 퇴행성 망막층간분리증은 유전적 질병이라고 알려지지 않았다. 신경절층으로부터 분리된 감각신경망막때문에 분리증이 일어난 부분은 시력 손실이 항상 일어난다. 하지만 손실은 주변부에서 일어나기 때문에, 점점 인식하지 못하게 된다. 분리증이 황반을 잠식하는 상황은 매우 드문일이며, 황반에는 망막유착술이 적절하게 사용될 수 있다.

### 유전성 망막층간분리증
유전성 망막층간분리증은 X 성염색체 연관 유전적 결함으로 일어나는 retinoschisin 단백질 결함에 의해 발생한다. 이 질병의 유전적 형태는 어린시절부터 시작하며, X 성염색체 연관 청소년기 망막층간분리증(X-linked Juvenile Retinoschisis, XLRS) 또는 선천성 망막층간분리증이라고 불린다. 이 질병이 있는 남성은 보통 초등학생때 확인되지만, 가끔 유아기때 확인되기도 한다. 이 훨씬 드문 형태의 망막층간분리증은 어린 남자아이 5,000~25,000명 중 한명에게 영향을 끼치는 것으로 나타났다.망막층간분리증은 망막에 작은 낭포(囊胞)를 만들고, 종종 매우 미묘한 “spoke-wheel”패턴을 만들어 중심 시야의 손실을 유발한다. 낭포는 전문 임상의에 의해서만 확인이 가능하다. 몇몇의 경우, 신경조직 자체가 그 낭포로 인해 손상을 입어 안경으로는 시력 상승이 불가능하다.망막층간분리증을 겪는 사람들 중 전맹(全盲)으로 가는 사람은 거의 없지만, 몇몇은 매우 제한된 시야를 가지게 되어 법적으로는 맹인이된다. 시력은 두쪽 눈에서 20/200이하로 감소한다. 망막층간분리증을 겪는 사람은 망막박리와 눈 출혈, 그리고 다른 합병증의 위험성이 높아진다.만약 망막층간분리증이 황반을 포함한다면, 고해상도의 중심시야를 잃고, 이것은 황반 질병에 한 형태이다. 이것은 “퇴행”이라고 묘사되지만, 황반 퇴행은 “노인성 황반변성”이라는 특징적인 질병으로 분류되어야 한다.
미국 국립보건원(National Institute of Health, NIH)산하 국립눈연구소(National Eye Institute, NHI)에서는 2003년부터 XLRS에관한 임상적, 유전적 연구를 진행하고 있다. XLRS 발병 기전에 대한 이해는 향상된 치료법 등장으로 이어질 수 있다. XLRS를 진단받은 남성과 보인자인 여성은 이 연구에 참여할 수 있다.

### 견인성 망막층간분리증
견인성 망막층간분리증은 망막 중 특히 황반에서의 견인력이 발생했을 때 발병한다. 이 질병은 다음과 같은 상황에서 발병할 수 있다.
- 유리체 황반 견인 증후군
- 유리체 망막 견인을 동반한 증식 당뇨병성 망막병증
- 황반 구멍의 이례적인 경우

### 삼출성 망막층간분리증
시신경 유두소와(optic disc pit)에서부터 2차적으로 망막의 중심부분까지 포함하는 망막층간분리증은 Lincoff에 의해 망막층간분리증으로 올바르게 설명되기 전까지는 심각한 망막박리로 잘못 간주되었다. 상당한 시각적 손실이 발생할 수 있으며, 자연적인 해상도에 대한 관찰 후, 시신경유두주변 망막 레이저 광응고술(peripapillary laser photocoagulation) 후에 유리체 절제술, 가스 주입, 그리고 복와위(腹臥位)는 이 상태를 치료하는데 효과적이다.

## 진단
이 질병의 진단은 분리, 쪼개짐 등이 관찰될 수 있는 눈의 뒷쪽(안저,眼底)을 검사하는중에 이루어진다. 한 진단법 중에는 '광 간섭 단층촬영기술'(optical coherence tomography, OCT)이 있으며, 이는 빛의 파장을 이용해서 망막의 상을 만들어 내고 공막 누르기를 동반한 안과경 검사를 기본으로 하여 렌즈 검사를 진행한다.

## 치료
망막층간분리증은 시력을 향상시키기 위해서 안경 외에는 다른 치료를 필요로 하지 않는다. 그러나 XLRS를 진단받은 몇몇 아이들은 눈에 출혈이 있을 수도 있다. 이는 레이저 치료나 저온수술을 통해 치료할 수 있다.
또한, 미국 국립보건원에 따르면 현재, Gene Therapy를 이용해 AAV를 활용한 신약들이 임상을 진행중이다.